# Промінь (підприємство)

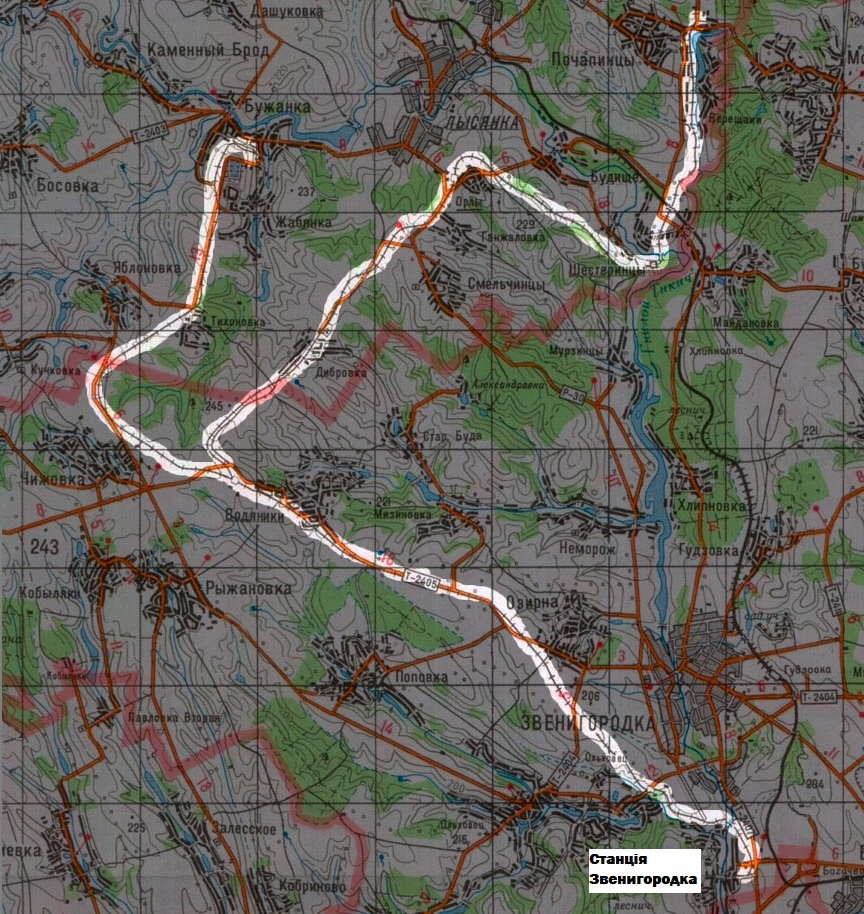
Звенигородська вузькоколійна залізниця

Приватне акціонерне товариство «Промінь» — підприємство з виготовлення сільськогосподарської та комунальної техніки розташоване у селищі Єрки Черкаської області. Колишні назви: «Звенигородські паровозоремонтні майстерні», «Катеринопільський Дослідний ремонтно-механічний завод», «Катеринопільський ремонтно-механічний завод» та ПАТ «Промінь».

## Історія
В 1937 році для обслуговування та ремонту рухомого складу вузькоколійної залізниці Єрки — Вільшана в складі Звенигородських під’їзних колій заснували «Звенигородські паровозоремонтні майстерні».
У серпні 1947 році підприємство виокремили в окрему організацію «Звенигородські паровозоремонтні майстерні».[неавторитетне джерело]
Згідно наказу Міністерства харчової промисловості №234 від 30 червня 1974 р. Звенигородські паровозоремонтні майстерні перейменовані в Катеринопільський Дослідний ремонтно-механічний завод. 
Наказу про перейменування Катеринопільського Дослідного ремонтно-механічного заводу в Катеринопільський ремонтно-механічний завод в заводських архівах не знайдено, але вже у другій половині ХХ століття слово «Дослідний» в назві було втрачено і не вживалося. 
У червні 1997 році рішенням Держмайна України підприємство перетворилося у ВАТ «Катеринопільський ремонтно-механічний завод».
В 1999 році, постановою Кабінету Міністрів України від 22 жовтня 1999 р. N 1990 «Про зміни, що вносяться до переліків господарських товариств, повноваження з управління державними корпоративними правами яких передаються органам виконавчої влади» підприємство ВАТ «Катеринопільський ремонтно-механічний завод» повноваження з управління державними корпоративними передали Черкаській облдержадміністрації.
В липні 2011 року перейменовано в Публічне Акціонерне Товариство «Промінь».
На підставі наказу №35 від 19.05.2017 року Публічне Акціонерне Товариство «Промінь» стає Приватним Акціонерне Товариство «Промінь».

## Діяльність і сучасний стан
Протягом всього існування діяльність підприємства пов’язана з виготовленням та ремонтом різноманітних механічних виробів: на початку своєї діяльності, завод спеціалізувався на ремонтах тепловозів під'їзних шляхів звенигородської вузькоколійної залізниці (Вузькоколійна залізниця Єрки (станція Звенигородка) Ольховець — Водяники — Орли — Почапинці — Моринці — Вільшана), а з часом, при виникненні попиту і розвитком цукрової промисловості, перекваліфікувалося на виготовлення і ремонт обладнання для цукрових заводів, сьогодні – це виробництві машин та устаткування для сільського та лісового господарства. 
У 2017 році кількість працюючих налічувала 65 осіб , а станом на 2020 рік 19 працівників отримали допомогу по частковому безробіттю через пандемію коронавірусу COVID19.
Територія заводу займає 4,7489 га, яка знаходиться в селищі Єрки Черкаської області. Підприємство має єдину інфраструктуру.
На території заводу розташовані виробничі приміщення загальною площею 10000 м². 
Підприємство має в наявності обладнання для різних видів обробки металів. 

## Продукція
Підприємство виготовляє широкий спектр продукції сільськогосподарської та комунальної сфери, серед якої: 
- причіпи тракторні (2ПТС, 2ПТС-4, 2ПТС-4,5, 2ПТС-6 та 2ПТС-8)
- навісне обладнання для тракторів (відвали, підйомники, викорчовувачі)
- фронтальні навантажувачі
- кузови для вантажних причіпів
- резервуари